# Ryan Kelley
Ryan Jonathan Kelley (Glen Ellyn, Illinois; 31 de agosto de 1986) es un actor estadounidense, conocido por su papel en Plegarias para Bobby. También por su protagónico de Ben Tennyson en las películas de la serie Ben 10 emitida por Cartoon Network. Reconocido por interpretar a Parrish en Teen Wolf. Actuó Stolen Summer, que fue la película realizada durante la serie documental de Project Greenlight. Ha aparecido en más de 50 comerciales desde los 2 años.
Mantuvo una relación amorosa con el ex bailarín de Britney Spears "Tj Espinoza" incluso en la cuenta de Instagram el ex bailarín conserva fotos y mensajes que se enviaban en el tiempo de su romance.

## Filmografía

### Películas
| Año  | Título                                      | Rol             | Notas |
| ---- | ------------------------------------------- | --------------- | ----- |
| 1995 | Roommates                                   | Mo              |       |
| 1999 | Charming Billy                              | Duane (10 años) |       |
| 2002 | Stolen Summer                               | Seamus O'Malley |       |
| 2002 | Stray Dogs                                  | J. Fred Carter  |       |
| 2004 | Mean Creek                                  | Clyde           |       |
| 2004 | The Dust Factory                            | Ryan Flynn      |       |
| 2006 | Outlaw Trail: The Treasure of Butch Cassidy | Roy Parker      |       |
| 2006 | Cartas desde Iwo Jima                       | Marin #2        |       |
| 2009 | Ben 10: Alien Swarm                         | Ben Tennyson    |       |
| 2007 | Still Green                                 | Alan            |       |
| 2015 | War Pigs                                    | William York    |       |
| 2016 | Lucifer                                     | Peter Matheson  |       |

### Televisión
| Año       | Título                                                                   | Rol                 | Notas                                                   |
| --------- | ------------------------------------------------------------------------ | ------------------- | ------------------------------------------------------- |
| 1998      | Early Edition                                                            | Tom Stone           | Episodio: "The Quality of Mercy"                        |
| 2002      | Smallville                                                               | Ryan James          | 2 episodios                                             |
| 2005      | Boston Legal                                                             | Stuart Milch        | Episodio: "Let Sales Ring"                              |
| 2008      | Cold Case                                                                | Curt Fitzpatrick    | Episodio: "Sabotage"                                    |
| 2008      | Terminator: The Sarah Connor Chronicles                                  | Derek Reese (joven) | Episodio: "What He Beheld"                              |
| 2008      | Women's Murder Club                                                      | Charlie Gifford     | Episodio: "And the Truth Will (Sometimes) Set You Free" |
| 2009      | Ghost Whisperer                                                          | Devin Bancroft      | Episodio: "Life on the Line"                            |
| 2009      | Prayers for Bobby                                                        | Bobby Griffith      | Película para televisión                                |
| 2009      | Ben 10: Alien Swarm                                                      | Ben Tennyson        | Película para televisión                                |
| 2009      | Mending Fences                                                           | Chuck Bentley       | Película para televisión                                |
| 2009      | Law & Order: SVU                                                         | Enzo Cook           | Episodio: "Users"                                       |
| 2009      | Destroy Build Destroy: "Ben 10: Alien Swarm vs. Dude, What Would Happen" | Él mismo            |                                                         |
| 2012      | Sexting in Suburbia                                                      | Mark Carey          | Película para televisión                                |
| 2013      | Twisted Tales                                                            | Buddy               | Episodio: "Bite"                                        |
| 2014–2017 | Teen Wolf                                                                | Jordan Parrish      | Recurrente; 40 episodios                                |
| 2016      | Before You Say I Do                                                      | Mike Pryce          | Película para televisión                                |

## Premios y nominaciones
| Año  | Premio                                      | Categoría                                               | Nominación        | Resultado |
| ---- | ------------------------------------------- | ------------------------------------------------------- | ----------------- | --------- |
| 2005 | Independent Spirit Awards                   | Special Distinction Award                               | Mean Creek        | Ganador   |
| 2007 | Fort Lauderdale International Film Festival | Best Ensemble                                           | Still Green       | Ganador   |
| 2009 | Online Film & Television Association Award  | Best Supporting Actor in a Motion Picture or Miniseries | Prayers for Bobby | Nom       |